# Нонн Панополитанский
Нонн Панополита́нский (др.-греч. Νόννος, лат. Nonnus; V век н. э.) — древнегреческий эпический поэт, выходец из египетского города Панополь (копт. ⳉⲙⲓⲙ Хмим, от дневнеегип. Хент-мин). Создатель объёмной (самой крупной в поздней античности) эпической поэмы «Деяния Диониса» (или «Дионисиака», др.-греч. Διονυσιακά) в 48 книгах, длиною более 21 000 стихов (впервые издана в 1569 году в Антверпене).
Большая часть поэмы посвящена рождению, жизни и походу Диониса в Индию (хотя развитие сюжета, непосредственно связанного с Дионисом, начинается только в восьмой книге). По существу, поэма Нонна — настоящая энциклопедия мифов: в неё включены мифы о Тифоне, Кадме, Загрее, Девкалионе, Персее и многих других мифологических персонажах. Также содержит немало эротических эпизодов.
К концу жизни Нонн стал христианином и, как утверждает предание, епископом в Панополе; иногда его даже отождествляли с христианским святым того же имени. Он пересказал гекзаметром Евангелие от Иоанна (поэма «Деяния Иисуса»), положив начало новому жанру стихотворных парафраз, ставшему популярным в византийскую эпоху.

## Сочинение
см. библиографию подробнее в статье Деяния Диониса
Русские переводы:
- Нонн Панополитанский. Деяния Диониса. СПб: Алетейя, 1997.

Парафраза Евангелия:
- «Парафраза Евангелия» (греч., издание 1881 года)
- Нонн из Хмима. Деяния Иисуса. / Пер. Ю. А. Голубца, Д. А. Поспелова, А. В. Маркова. Отв. ред. Д. А. Поспелов. (Серия «Scrinium Philocalicum». Т. 1). М.: Индрик, 2002. 416 стр.
  - переизд.: Нонн из Хмима. Деяния Иисуса: Парафраза Святого Евангелия от Иоанна. — СПб.: Азбука-классика, 2004. — 288 с. — ISBN 5-352-00878-9